# Dryopomorphus yaku
Dryopomorphus yaku là một loài bọ cánh cứng trong họ Elmidae. Loài này được Yoshitomi & Satô miêu tả khoa học năm 2005.